# Abder Isker
 (septembre 2022).
Si vous disposez d'ouvrages ou d'articles de référence ou si vous connaissez des sites web de qualité traitant du thème abordé ici, merci de compléter l'article en donnant les références utiles à sa vérifiabilité et en les liant à la section « Notes et références ».
Pour les articles homonymes, voir Isker (homonymie).
Abderrahmane Isker, dit Abder Isker, est un réalisateur, scénariste et producteur de télévision français, originaire de Kabylie (Algérie), né le 11 décembre 1920 et mort le 14 décembre 2010.
Après avoir travaillé à la radio pour Paris Inter et pour le Radio-Magazine du Soir[Quoi ?] jusque dans les années 1960, il réalise de nombreuses émissions de variété (avec Danièle Gilbert et Guy Lux) et de nombreux téléfilms et épisodes de séries (notamment pour TF1).

## Carrière en France
Entre 1955 et 1960, il réalise pour la radio Paris Inter de nombreux épisodes des Maîtres du mystère, entre autres ceux de l'écrivain aveugle Louis C. Thomas.
En 1960 et 1961, dans le cadre du Radio-Magazine du Soir, Maurice Renault et Raymond Marcillac présentent la série radiophonique Les Aventures d'Arsène Lupin, réalisée par Abder Isker d'après l’œuvre de  Maurice Leblanc, .
Dans les années 1970, il se singularise en tournant en vidéo analogique ses feuilletons et dramatiques, de préférence au support film. Ses séries (Un certain Richard Dorian, La Passagère) privilégient l'angoisse et le mystère, notamment avec des scénarios de Francis Durbridge.
Toujours dans les années 1970, il réalise des émissions de variété, notamment avec Danièle Gilbert dans Midi trente, et Guy Lux dans Cadet Rousselle.
D'octobre 1988 à février 1993 Abder Isker dirige pour TF1 l'atelier d'écriture des Drôles d'histoires (deux séries : Intrigues et Mésaventures) et des Histoires d'amour (deux séries : Côté cœur et Passions). Ce sont 1450 épisodes de 26 minutes qui sont tournés par les équipes réunies autour d'Abder Isker et qui voient passer de multiples auteurs et réalisateurs.

## Carrière en Algérie

### Musique
Il a réalisé pour des chanteurs algériens des disques chez Barclay (Mahmoud Aziz, Taleb Rabah, Oukil Amar, etc.) et a travaillé à radio Alger.

### Football
- Olympique d'Hussein-Dey

## Filmographie
- 1962 : Les Trois Henry, téléfilm d'après André Lang, adaptation Jacques Chabannes (20 novembre 1962)
- 1963 : Le maître de Ballantrae, téléfilm d'après Robert Louis Stevenson
- 1965 : La Famille Green
- 1966 : L'Écharpe, téléfilm d'après Francis Durbridge
- 1968 : Flamenca, épisode de la série télévisée Provinces
- 1969 : Les Trois portes, d'après la pièce de Jacques Robert
- 1970 : À corps perdu, téléfilm d'après Francis Durbridge
- 1971 : Des amis très chers, d'après la pièce de Reginald Rose
- 1971 : Prière pour Éléna, téléfilm d'après Frédéric Dard
- 1971 : Les salauds vont en enfer, téléfilm d'après Frédéric Dard
- 1972 : La Mort d'un champion, téléfilm d'après Francis Durbridge
- 1972 : Les Six Hommes en question, d'après Frédéric Dard et Robert Hossein
- 1972 : De sang froid, d'après De sang-froid de Francis Durbridge avec Michel Beaune et Geneviève Fontanel
- 1973 : Le Cauchemar de l'aube, téléfilm d'après Frédéric Dard
- 1973 : Un certain Richard Dorian, série télévisée d'après Francis Durbridge
- 1974 : La Passagère, série télévisée d'après Francis Durbridge
- 1975 : La Mort d'un touriste, mini-série d'après Francis Durbridge
- 1976 : Contrefaçon
- 1977 : Dernier appel, téléfilm d'après Richard Harris
- 1978 : Un ennemi du peuple, d'après Henrik Ibsen, adaptation de Victor Haïm
- 1978 : Douze heures pour mourir, téléfilm écrit par Jack Jacquine
- 1980 : Les Incorrigibles, mini-série d'après Victor Haïm
- 1981 : Le bourreau pleure, téléfilm d'après Frédéric Dard
- 1981 : Madame Sans-Gêne, d'après la pièce de Victorien Sardou
- 1982 : Le Truqueur, téléfilm d'après André Caroff
- 1985 :  La Crise Cardiaque, épisode no 1, « pilote » de la série télévisée Maguy
- 1988 à 1993 : direction artistique pour TF1 des séries Drôles d'histoires : Intrigues et Mésaventures, et des Histoires d'amour : Côté cœur et Passions ; réalisation de nombreux épisodes de ces séries
- 1990 : Irina, impair et passe, téléfilm d'après Catherine Arley
- 1994 : Les Filles d'à côté (série télévisée), épisode L'Œil de bœuf